# Sanremo
Pour les articles homonymes, voir San Remo.
Sanremo, ou San Remo, est une ville d'Italie située dans la province d'Imperia, dans la région de Ligurie.
Sanremo compte environ 55 000 habitants en 2020. En nombre d'habitants, elle est la quatrième commune ligurienne, après Gênes, La Spezia et Savone.
Le nom des habitants en français est Sanrémasques, avec le suffixe -ask typique du ligure ancien. Ils parlaient traditionnellement les dialectes ligures intémélien, d'Intemelia, nom désignant la région romaine qui s'étendait de Sanremo à Nice.
Sanremo est une ville touristique, connue notamment pour la culture des fleurs (chaque année a lieu un corso fleuri, Sanremo en fleurs, d'où le surnom de Cité des fleurs), pour son festival de la chanson italienne, son rallye automobile et son rôle de point d'arrivée de la course cycliste Milan-Sanremo.
Elle est une des quatre seules villes italiennes à avoir un casino (avec Venise, Campione d'Italia et Saint-Vincent du Val d'Aoste).

## Géographie

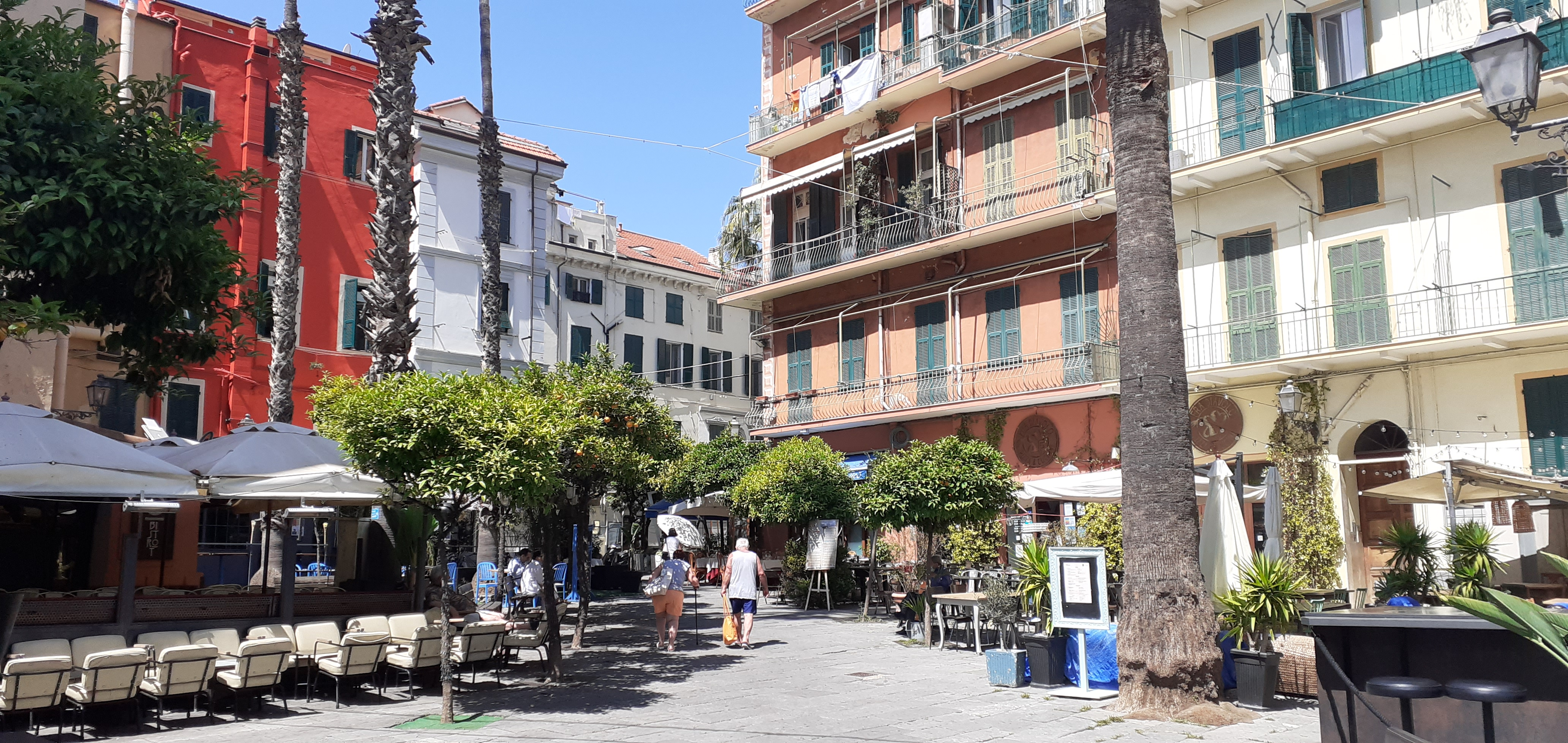
Vue sur la Piazza Bresca, lieu animé en soirée entre centre-ville et bord de mer à San Remo.

La ville est adossée à deux massifs montagneux qui commencent au mont Bignone (1 299 mètres) et s'étendent jusqu'à la mer : à l'est vers le promontoire du cap Vert (surmonté du phare du cap de l'Arme), et à l'ouest jusqu'au cap Noir.
Le relief montagneux, les futaies de châtaigniers et l'influence de la mer permettent à la ville de profiter d'un climat méditerranéen doux.
Le hameau résidentiel historique, la Pigna, est comme accroché aux parois d'un promontoire dominé par l'église de la Madone de la Côte où les torrents San Francesco et San Romolo dévalent. À l'est, le torrent San Martino et, à l'ouest, le torrent Foce ont donné leurs noms aux parties respectives de la ville.
L'arrière-pays, à l'abri de la ville, est consacré en grande partie à la culture de fleurs (sous serres). En effet, la culture de fleurs joue un rôle important dans l'économie de la ville. Quelques oliveraies et des restes de cultures en terrasse, désormais pratiquement abandonnées, parsèment la campagne et les collines environnantes.
La partie boisée de l'arrière-pays a été récemment incluse dans le parc naturel de San Romolo-Mont Bignone. D'une surface d'environ 700 ha, cette zone (anciennement parcourue par les sentiers muletiers) possède une grande valeur historique et est riche par sa faune, sa végétation, et ses paysages.
Sanremo est entourée à l'est par le hameau Poggio et à l'ouest par le hameau Coldirodi. Le premier est connu pour être la dernière partie en pente de la course cycliste Milan-Sanremo, le second pour l'importante pinacothèque Rambaldi.
Du point de vue administratif, la ville s'étend à l'est du cap vert jusqu'au hameau Bussana, le plus peuplé de la ville. Ce hameau a été reconstruit après le tremblement de terre de 1887 qui en avait détruit la partie centrale (ce site correspond aujourd'hui à Bussana Vecchia). Les constructions en ruines ont été abandonnées jusqu’au début des années soixante quand des artistes venus du monde entier ont décidé de les repeupler, en remettant sur pied les constructions originelles en pierre. Unique en son genre, c'est aujourd'hui un laboratoire à ciel ouvert pour l'art, une porte ouverte sur la vie et la culture rurale du XIXe siècle.
En 2006, la ville a reçu le Pavillon Bleu d'Europe pour la qualité des services offerts dans le port touristique (Portosole di Sanremo).

## Toponymie

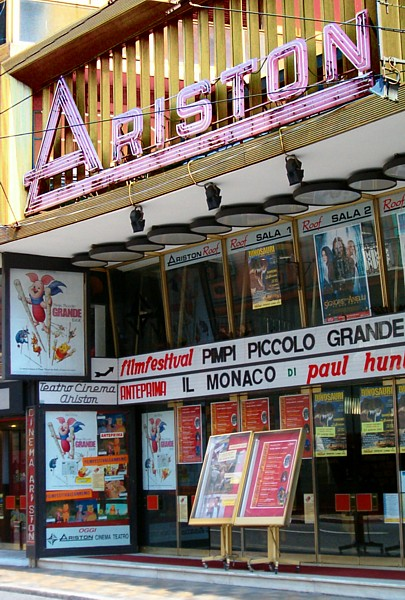
Le théâtre Ariston

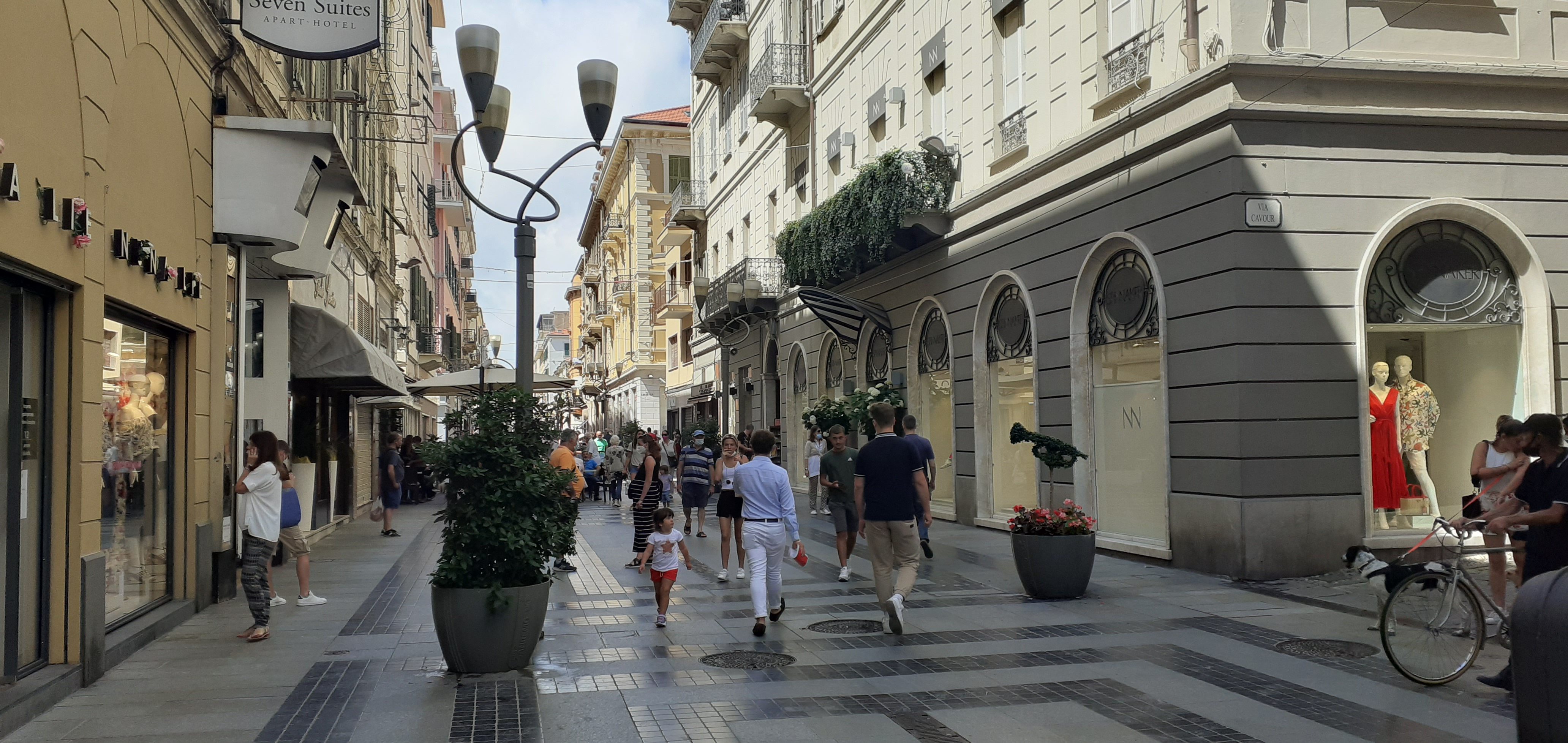
Vue sur la rue piétonne "Via Matteotti" dans le centre-ville de San Remo

La toponymie hésite entre deux versions dérivées de l’étymologie : Sanremo et San Remo. Le nom de la ville semble être une forme dérivée de San Romolo « saint Romule de Gênes » (en dialecte local ligure, on trouve Sanrœmu ou Sanremu) ou encore de la contraction de San Romolo in Eremo ou de Sant'Eremo. Saint Romule de Gênes était un évêque de Gênes ayant vécu au IXe siècle et qui a passé une bonne partie de sa vie dans la ville ligurienne. Il mourut en ermite sur les pentes du mont Bignone.
La commune adopte officiellement le nom de Sanremo en 2002.

### En France
Le nom officiel de cette ville italienne n'est aujourd'hui pas francisé (contrairement à d'autres toponymes italiens possédant un nom français). Les dictionnaires d'usage précisent que les deux formes Sanremo et San Remo sont autorisées en français. Les grands atlas et cartes géographiques utilisent presque toujours la graphie San Remo. Il est donc possible de retrouver l'une ou l'autre forme dans les divers médias contemporains français. Dans un contexte historique, on trouve aussi parfois la graphie accentuée San Rémo ou la présence d'un trait d’union San-Remo.
Cette double toponymie s'explique par la controverse entourant la graphie de ce nom en italien (voir ci-dessous).
Toutefois, la ville a fait historiquement partie de 1793 à 1814 du premier département français des Alpes-Maritimes (dont elle était un chef-lieu d'arrondissement), sous le nom français de Saint-Rème.

### En Italie
Le point de vue officiel est toujours controversé et est souvent le sujet d'interprétations diverses entre les deux formes. Dans tous les cas, il n'existe pas dans la religion catholique de saint Remo, explication retenue par ceux qui retenaient uniquement la forme contractée en un seul mot, comme c'est le cas actuellement dans la ville et dans tous les organismes publics régionaux.
Pourtant, à la fin de l'époque fasciste, il y eut des discussions sur l'orthographe exacte de la ville et de nombreuses personnes ont été tentées d'utiliser la version composée. Les partisans de cette orthographe se référaient à l'étymologie du nom et au principe de continuité historique : dans les cartes géographiques du XVIIIe siècle on peut remarquer que la forme composée était employée (soit Civitas Sancti Romuli soit San Remo — mais c'est une traduction très contestable).
Plus récemment, en étudiant attentivement les documents des archives communales, on observe que le 2 décembre 1937, l'Institut central de statistique avait listé la ville avec le nom composé San Remo, alors que l'administration, jusqu'à ce moment, ne respectait pas le nom officiel « San Remo ». En effet, le 20 mars 1928, le journal officiel italien (la Gazzetta Ufficiale) imposa que le nom officiel exact soit San Remo.
Ce même institut statistique intervint le 8 février 1938 pour rappeler à la ville l'édit du journal officiel. Toutefois, à l'initiative du préfet, le maire de l'époque répondit « Nous insistons pour que le nom soit modifié en Sanremo ».
Le 8 août 1940, le président de l'institut central de statistique contacta à nouveau la ville et écrivit : « … le code communal devrait être modifié selon le nom suivi par l'institut (San Remo, ndr) en en-tête des documents officiels, des timbres utilisés par les services communaux. » et demanda des « preuves écrites de l'application de cette décision ».
Le 30 août 1940, le maire envoya la réponse suivante : « Nous vous demandons de remarquer qu'à partir de maintenant le nom de la ville sera orthographié « San Remo » plutôt que « Sanremo » ».
La Seconde Guerre mondiale passée, le nom en un seul mot fut toujours utilisé. C'est pourquoi le maire, avec un édit daté du 24 mars 1954, envoya à tous les fonctionnaires la lettre suivante : « On porte à la connaissance des destinataires que l'orthographe exacte du nom de notre ville est le suivant : « San Remo ». Nous vous faisons parvenir cette information normative en vous priant de bien vouloir la faire suivre au personnel approprié, afin que les documents imprimés et les communications officielles utilisent le nom exact. ».
Cette décision ne fut jamais appliquée dans les organismes municipaux. Malgré cette décision « officielle » de la ville, la graphie « San Remo » continua à être refusée par la population. L'autre version était utilisée en grande majorité, en particulier dans les indications routières, ferroviaires, touristiques et même presque partout dans les documents officiels de la ville, de la province et de la région. Même les documents officiels électoraux indiquaient le nom Sanremo. Dans les documents centralisés, comme le Journal officiel, les registres des contribuables et dans les documents du centre de statistique, la forme San Remo continua, un temps, à être utilisée. Désormais, l'ensemble des médias italiens utilise uniquement la forme contractée « Sanremo ».
Finalement, à la suite des diverses délibérations du conseil municipal entre 1991 et 2002, la ville approuva (par une norme officielle de la commune) la forme en un seul mot.

## Histoire

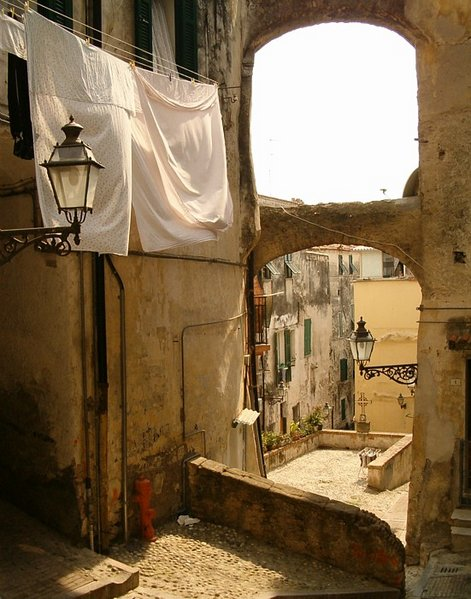
La Pigna, le centre historique de Sanremo.

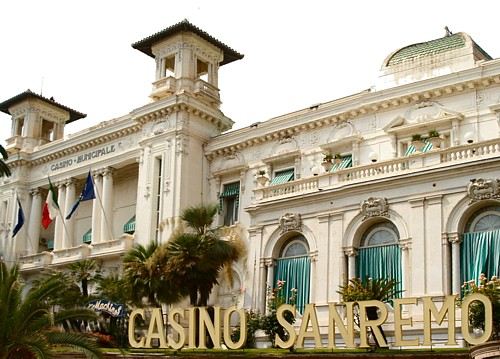
Le casino.

Le site de Sanremo a été habité très tôt dans l'histoire, comme en témoignent des restes d'installations humaines datées du Paléolithique. C'est à l'époque romaine que la ville commence à se développer de manière significative. Elle fut fondée le long de la Via Julia Augusta, probablement appelée ainsi par Caius Matutius, qui avait construit une somptueuse villa autour de l’oppidum ancien (près de l'actuel casino). Une autre interprétation fait référence à la divinité d'origine asiatique Mater Matuta, déesse de l'aurore, dont le nom serait donc devenu Matutia puis Villa Matutiæ.
Quelle qu'en soit l'origine, il est cependant certain que, après la conversion de la population au catholicisme par le saint Orsmida et l'ermite saint Romolo, au IXe siècle la ville fut attaquée continuellement par des pirates sarrasins, qui contraignirent la population à se réfugier dans les montagnes. Passé cette période de dévastations, la ville fut reconstruite le long de la côte, dans les quartiers actuels de San Siro et de la Pigna (appelé ainsi à cause de la forme enroulée selon laquelle ce quartier fut construit pour des raisons militaires), entourée d'une muraille et défendue par un château. Cette zone fut par la suite dédiée à saint Romolo. Un document de 979 indique que plusieurs familles demandent à l'évêque Teodolfo un lopin de terre (nommé castrum Sancti Romuli) pour un loyer réduit, dédié à l'évêque qui est « maintenant considéré comme un saint et vénéré par la population, qui dans sa tombe prie et invoque la protection divine contre les ennemis qui continuent à saccager et tuer ».
La ville appartenait précédemment au diocèse d'Albenga-Imperia, puis au comté de Vintimille, et finalement elle passa sous le contrôle des évêques de Gênes.
En 1297, Sanremo fut vendue aux nobles familles génoises de Oberto Doria et Giorgio De Mari qui en modifièrent le statut administratif. En 1361, elle passa sous le contrôle de la république de Gênes jusqu'en 1367 quand la population fit une collecte pour se racheter et devenir une commune libre (toujours sous la protection de Gênes mais avec un statut particulier).
Au XVIe siècle, les invasions sarrasines recommencèrent, dont celle du pirate Barbe-rouge, qui en 1544 ravagea la ville et pilla l'église de San Siro.
Pendant presque deux siècles, la ville resta sous le protectorat de Gênes, mais elle fut bombardée en 1745 par des bateaux britanniques. À ce moment, la ville entra en désaccord avec Gênes à cause des impôts (gabelles) importants qu'elle devait payer alors qu'elle rencontrait des difficultés économiques importantes et qu'on lui avait demandé de séparer le bourg de Colla (actuellement Coldirodi) de la ville. En 1753 la ville se rebella mais les Génois réprimèrent férocement cette révolte. À cette occasion, Gênes construisit le fort de Santa Tecla (utilisé comme prison jusqu'en 1997) aux alentours du port. Cet événement marqua le début d'une période de récession généralisée qui dura un demi-siècle.
Les troupes françaises occupèrent la ville en 1794. Jusqu'en 1814, ce fut le chef-lieu d'un arrondissement du premier département français des Alpes-Maritimes, créé en 1805 et qui remplaçait celui de Monaco. Après la Restauration de la maison de Savoie en 1814, San Remo devient une annexe du royaume de Sardaigne et dépend du ressort du Sénat de Nice jusqu’en 1848. La misère urbaine avait apporté des conditions d'hygiène terribles, au point qu'une épidémie de choléra ravagea la population en 1837 : c'est à ce moment qu'un nouveau cimetière et un lavoir public furent construits.

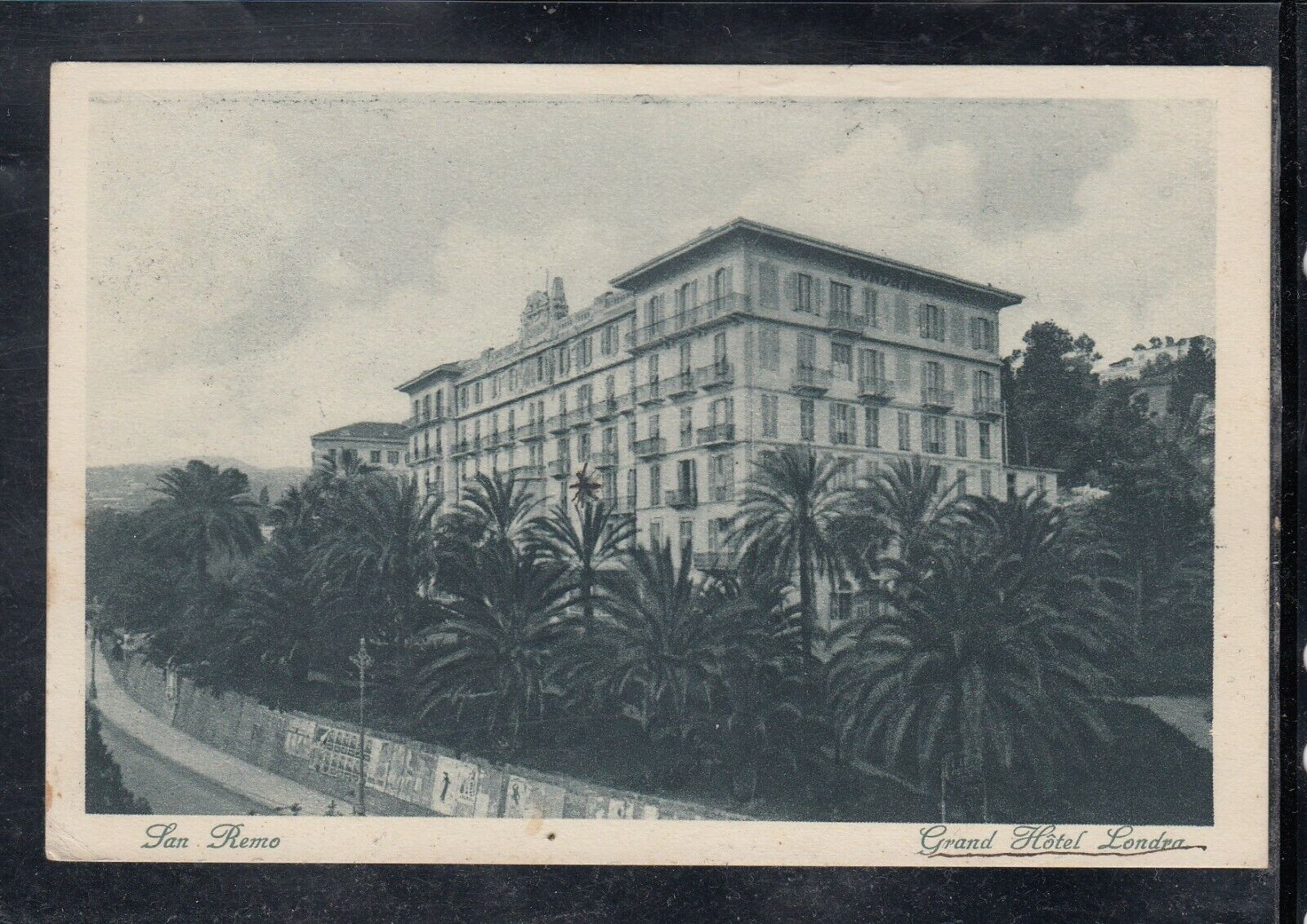
Le Grand Hôtel Londra, construit en 1861.

En quelques années, la ville commença à se développer du point de vue touristique : en 1864, la tsarine Maria Aleksandrovna choisit pour la première fois de passer l'hiver à Sanremo, ce qui ouvrit la route au tourisme élitiste des nobles russes, ceux-ci étant attirés par le climat doux et la beauté des lieux. L'impératrice d'Autriche Élisabeth de Wittelsbach (Sissi), lors de ses multiples voyages à travers l'Europe (1870-1890) s'arrête plusieurs fois à San Remo. C'est lors de cette période que les magnifiques édifices de la ville sont construits, principalement selon le style Art nouveau, pour l'aristocratie européenne qui s'installa de façon semi-permanente dans la ville. Toujours à la fin du XIXe siècle, la ville passe de l'agriculture des agrumes à la culture des fleurs.

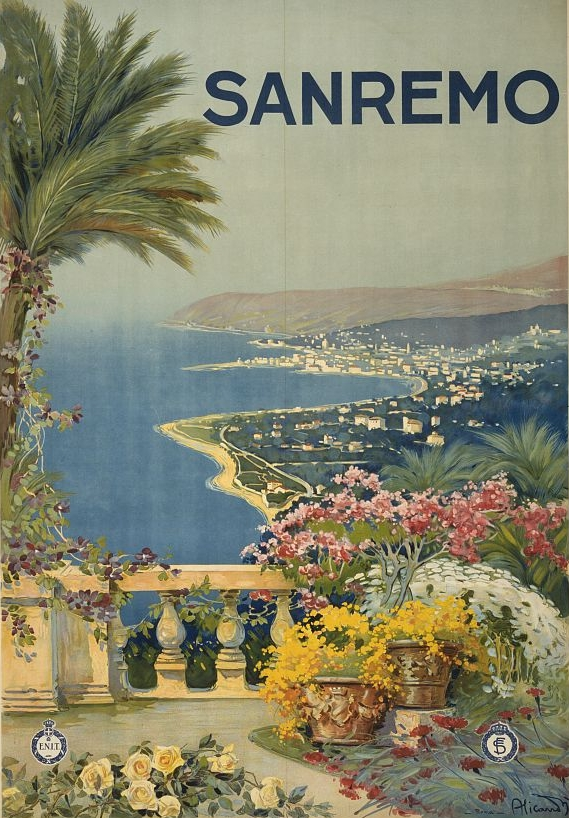
Affiche touristique des années 1920.

Au début du XXe siècle, des infrastructures plus adaptées aux divertissements de l'élite exigeante de la Belle Époque furent construits : le Casino (it), le terrain de golf, le téléphérique de San Remo-Mont Bignone (à l'époque le plus long du monde), l'hippodrome, le stade, etc. À la fin de la Première Guerre mondiale, la conférence de San Remo eut lieu entre alliés pour discuter de la redistribution des terres de l'Empire ottoman, dont la Palestine (donnée à la Grande-Bretagne), la Syrie, et le Liban (donné à la France).
Pendant les années trente, la ville a connu son plus grand développement touristique : San Remo continua à augmenter ses capacités d'accueil d'un côté et développa son économie de la culture des fleurs de l'autre. À l'approche de la Seconde Guerre mondiale, le tourisme élitiste commença lentement à décroître. Avec la fin du conflit, la ville vit l'arrivée du tourisme de masse, grâce auquel les périodes de séjour sont passées de l'hiver à l'été. La croissance économique importante qui en découla et les opportunités de travail dans la culture de fleurs ont attiré de nombreux travailleurs (en particulier des Abruzzes) qui ont contribué de manière notable à agrandir la ville. La spéculation immobilière des années soixante et années soixante-dix, conjuguée à une augmentation des besoins de la ville, n'a pas eu un effet très positif : le bétonnage sauvage a empêché un développement harmonieux du centre-ville, devenu entretemps toujours plus peuplé et anarchique.
La création du nouveau port touristique Portosole (littéralement « Port du soleil »), à la fin des années soixante a confirmé le rôle touristique de la ville qui est devenu de plus en plus important dans l'économie locale. À partir de là, une sensibilité différente a émergé : les zones les moins soignées de la ville ont été revalorisées et un nouveau plan d'urbanisme a freiné les constructions sauvages.
Actuellement San Remo traverse une période de reconversion intensive pour contrecarrer la lente décroissance du tourisme qui a commencé dans le milieu des années 1990. Le but est de relancer le tourisme, d'améliorer la renommée culturelle et historique de la ville, et de mettre en valeur ses paysages.

## Monuments et lieux touristiques
Sanremo offre de somptueux exemples d'architecture en tout genre du baroque, en passant par l'Art nouveau, le roman et le néoclassique.

### Églises

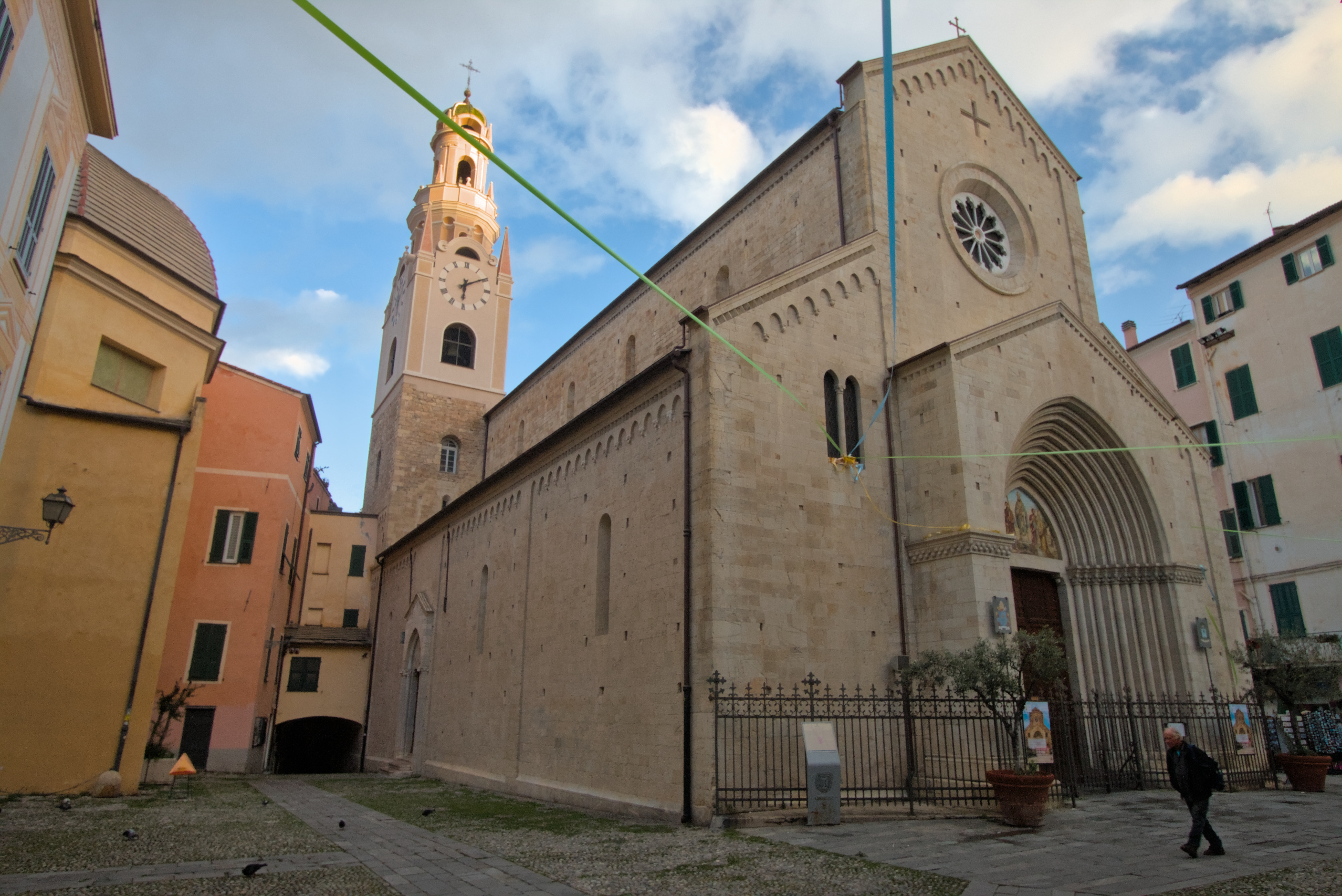
L'église San Siro.

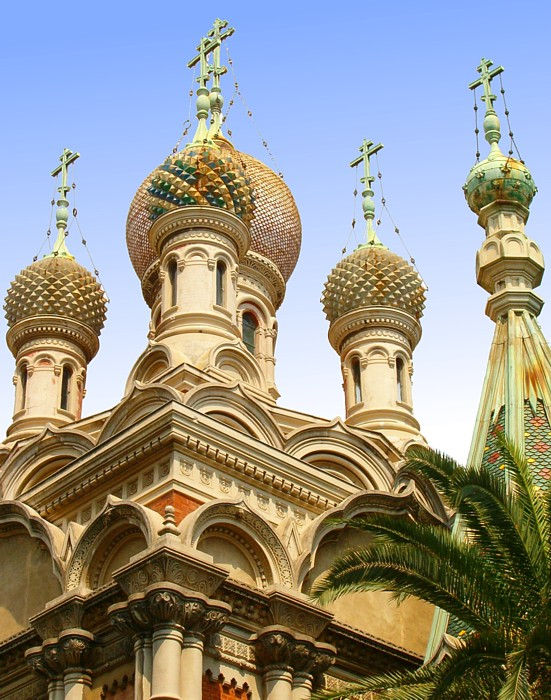
Église russe aussi appelée église du Christ Rédempteur.

- Église San Siro - construite au XIIe siècle probablement par les Maîtres Comancini sur les restes d'une église paléochrétienne[9]. Elle est de style roman/gothique avec trois nefs. Elle fut remaniée et agrandie au XVIIe siècle quand le clocher (avec douze carillons) fut détruit (puis reconstruit) après un bombardement de la marine anglaise.
- Sanctuaire de Notre-Dame de la Côte, protectrice des marins. Plus connue pour les citadins et les touristes sous le nom de Madone de la Côte, elle sert de point de repère pour les navigateurs car elle a été construite au sommet de la colline de la Pigna (historiquement, la première zone occupée de la ville). L'église fut construite en 1361 pour fêter la libération de Sanremo de l'emprise de la famille Doria (de Gênes). L'église a conservé son architecture du XVIIe siècle, en particulier de nombreuses décorations baroques, des fresques du XVIIe siècle, quatre statues en bois du XVIIIe siècle et une Vierge à l'Enfant du XIVe siècle : c'est la vraie Madone de la Côte qui a donné son nom à l'église.
- Santa Maria degli Angeli - s'ouvre sur le corso Garibaldi. Elle a une belle façade baroque et des stucs rococo à l'intérieur. Cette église renferme un crucifix en bois polychrome d'un artiste inconnu, une statue du XVIIe siècle, représentant le Christ Mort, quelques tableaux de valeur et - dans la sacristie - les fragments d'un polyptyque du XVe siècle.
- Santo Stefano - (place Cassini) l'un des monuments religieux les plus anciens de la ville, renferme des œuvres importantes du XVIIe siècle, les fresques de Giovanni Battista Merano et les tableaux d'Andrea Pozzo et de Domenico Piola.
- Église russe orthodoxe du Christ-Sauveur (it) : à la fin du XIXe siècle, la noblesse russe avait choisi Sanremo comme lieu privilégié pour passer l'hiver et aller en cure. La communauté russe de l'époque avait atteint le millier de personnes, dont beaucoup s'y étaient établies de manière permanente. En accord avec la ville, il fut décidé de bâtir une église orthodoxe dont la première pierre fut posée en 1912. Entre autres particularités, dues principalement au manque de financements, l'église est placée à l'abri de la gare ferroviaire et au début de la promenade de l'impératrice (appelée ainsi en reconnaissance de la tsarine Maria Alexandrovna, femme d'Alexandre II, qui fit de Sanremo - la première - son lieu de vacances). Bien que les plans de l’église fussent dessinés par l'architecte russe Alexeï Chtchoussev, celui-ci ne se rendit jamais à San Remo. Le projet final est dû à l'ingénieur local Pietro Agosti qui dirigea les travaux. L'église est toujours utilisée aujourd'hui : elle est un des symboles de la ville. Elle fait l'objet actuellement d'importants travaux de restauration.

### Châteaux
- Château Devachan - Construit à la fin du XIXe siècle, de style Art nouveau, il est situé entre les collines, près du boulevard des anglais (littéralement : Corso degli Inglesi). Le projet fut mené par l'ingénieur Pietro Agosti. Il fut acheté par le 75e comte anglais Orazio Seville de Mexbourough en 1890, converti depuis peu à l'hindouisme, et acheté pour sa seconde et jeune femme Lady Lucy : le nom Devachan signifie en langue indienne second ciel du paradis de l'âme. Son rôle est d'indiquer un lieu de repos pour les bouddhistes en route vers le Nirvāna. Le château servit, entre le 19 août et le 24 avril 1920 pour héberger la conférence de San Remo, au cours de laquelle l'empire ottoman fut partagé entre les Alliés à la fin de la Première Guerre mondiale. À cette occasion, malgré les espoirs italiens, rien ne fut décidé à propos de la possession de la ville de Rijeka (Fiume en italien), bien que le très contrariant Gabriele D'Annunzio ait envoyé aux participants de la conférence une fameuse missive (intitulée « aux joueurs de Casino de Sanremo (it) ») à ce propos, traitant — entre autres — le château de « grosse villa de mauvais goût » (malgré cela, dans les années soixante, d'Annunzio acheta une partie de la décoration style Louis XVI du château) lors d'une vente aux enchères. Actuellement la villa est une résidence dédiée exclusivement aux vacanciers.

### Palais et villas
(octobre 2023).
Si vous disposez d'ouvrages ou d'articles de référence ou si vous connaissez des sites web de qualité traitant du thème abordé ici, merci de compléter l'article en donnant les références utiles à sa vérifiabilité et en les liant à la section « Notes et références ».

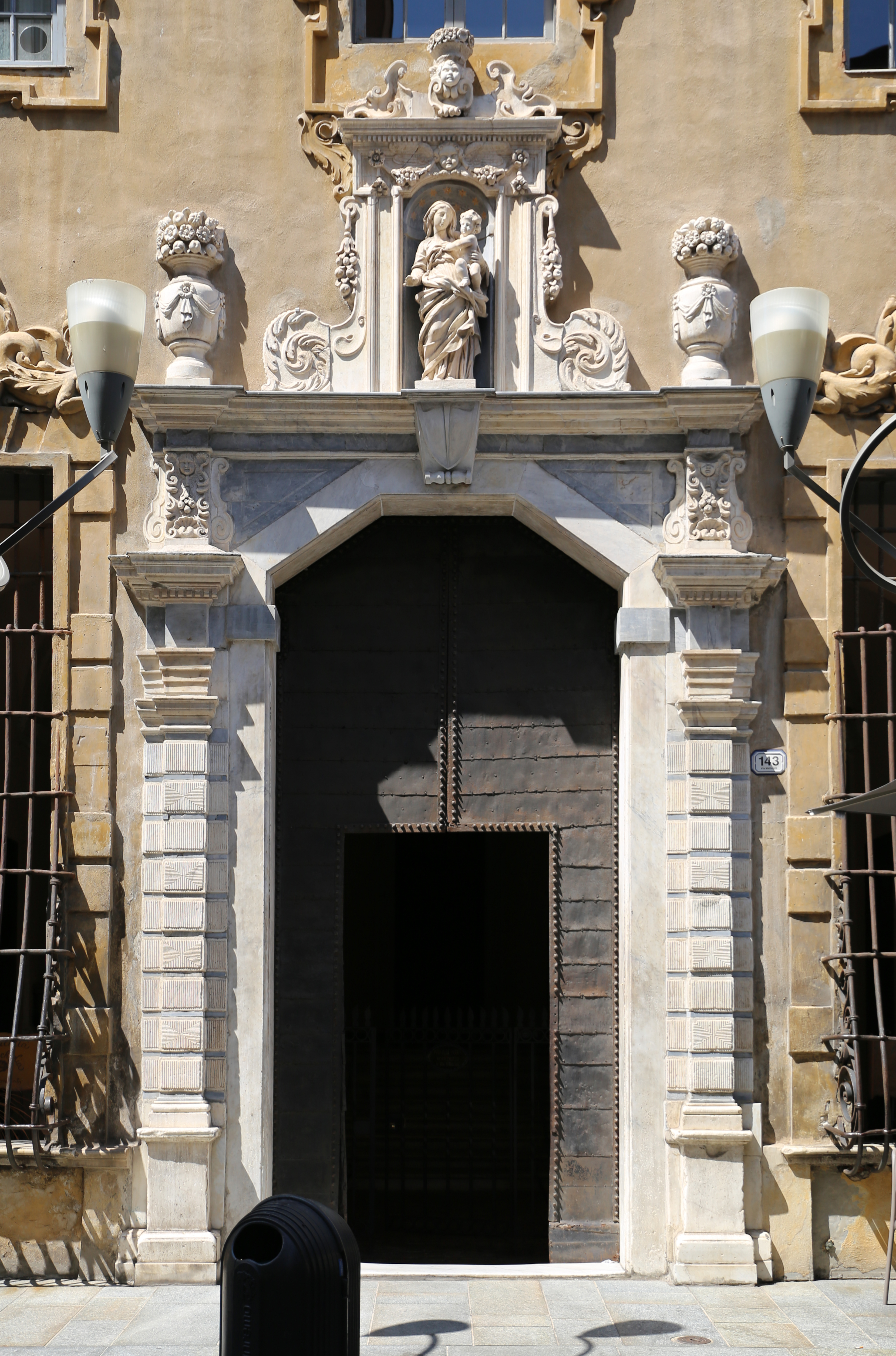
Palais Borea d'Olmo, portail du XVI.

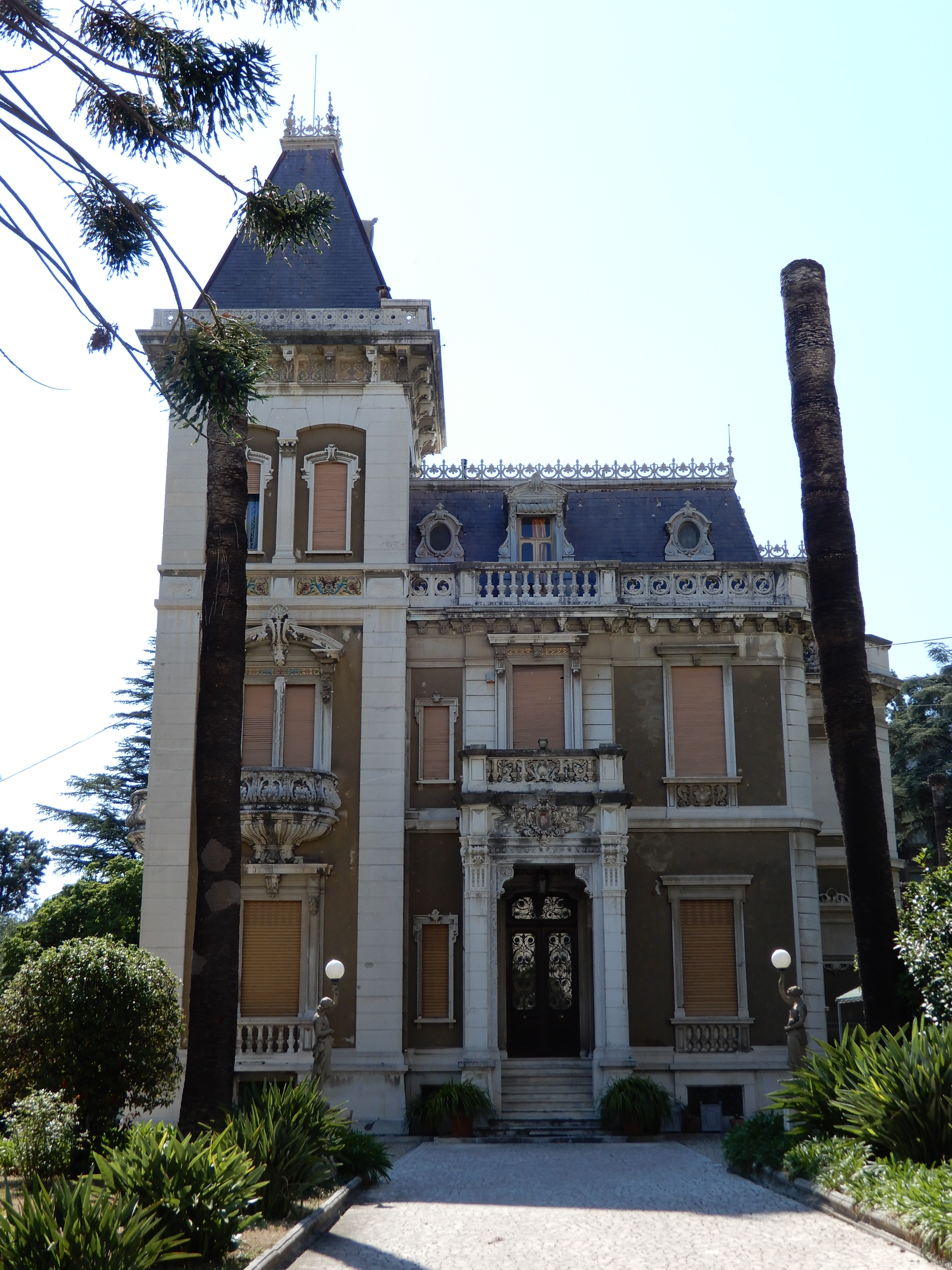
La villa Stefania.

- Palais Bellevue - Construit entre 1893 et 1894 sur un projet de Pietro Agosti, il servait originellement d'hôtel de luxe pour la clientèle aisée. À l'intérieur se trouvaient de grandes salles de réception, des suites très distinguées, des chambres très grandes, un restaurant renommé, ainsi que des espaces réservés aux serviteurs de cette clientèle représentant l'élite la plus riche et la plus noble de l'Europe. À l'époque, le second bâtiment était utilisé dans un but curatif : une kurkaus (sorte de spa avant l'heure). Ce bâtiment est devenu par la suite l'hôtel Excelsior. La façade du Palais Bellevue présente de riches motifs décoratifs de styles variés (vaguement orientaux). Un grand parc se trouve devant l'hôtel, où on trouve de nombreuses variétés de fleurs. Il a la particularité de s'estomper progressivement en allées sinueuses jusqu'à la rue Aurelia, sans avoir aucune barrière ou mur : c'était une des caractéristiques de ce grand hôtel, pour inciter les clients fortunés à y séjourner (entre autres le roi Farouk Ier d'Égypte, grand joueur de jeux de hasard). Depuis 1963, quand le complexe hôtelier fut acheté par la ville, il sert d'hôtel de ville.
- Palais Borea d'Olmo -  Il se trouve sur la rue centrale Matteotti, à quelques mètres du théâtre Ariston. Construit à partir d'un palais de la fin du Moyen Âge, son aspect actuel date du XVIIe siècle et du XVIIIe siècle. C'est un des édifices baroques les plus importants de la Ligurie occidentale. On peut remarquer le portail du XVIe siècle, surmontée d'une statue de la Vierge réalisée par un élève de Michel-Ange et des superbes fresques du XVIIe siècle. Le palais a reçu des hôtes illustres : Élisabeth Farnèse, reine d'Espagne, Charles-Emmanuel III de Sardaigne, et le pape Pie VII (en 1814). C'est toujours la résidence d'un membre de la famille Borea d'Olmo. Il abrite le Musée civique qui propose la visite de collections d'archéologie et de peintures dans des salles baroques dont la plus décorée est la chambre du pape Pie VII.
- Villa Nobel - En 1870, le pharmacien Pietro Vacchieri[10] fit construire le long de la côte (à l'est de la ville) un petit palais qui « pour l'élégance et l'harmonie de ses formes plait aux plus pointilleux du respect des règles de l'art ». Appelé Villa mio nido (littéralement « villa mon petit nid »), suivant le style mauresque, elle fut la dernière habitation d'Alfred Nobel qui l'acheta en 1891 et où il déménagea pour des raisons de santé. En 1969, la villa fut acquise par la ville, et devient le siège de rencontres, événements et manifestations culturelles. En 2002 la villa, après avoir été entièrement restaurée selon son état originel, a été ouverte au public : elle héberge un musée sur les découvertes et les inventions du XIXe siècle.
- Villa Ormond - Connue principalement pour la beauté de son grand parc, riche en plantes exotiques, cette villa appartenait à une famille suisse, comme raconte le poète Pastonchi : « L'invisible Madame Ormond s'était achetée la villa Rambaldi, un rectangle blanc derrière un grand olivier : elle l'avait démolie pour la reconstruire entièrement, avec des portiques et en arrachant les oliviers, pour recréer un jardin à l'anglaise ». Michel Louis Ormond (1828-1901) acheta la vieille villa Rambaldi en 1875 pour plaire à sa superbe femme Marie Marguerite Renet (1847-1925). Quand le tremblement de terre de 1887 endommagea sérieusement les fondations, il confia à l'architecte suisse Émile Réverdin la reconstruction de la villa (terminée en 1889). En 1928, après la mort de Marie Marguerite, la villa fut achetée en même temps que le parc par la ville. La ville l'utilisa pour faire des cérémonies de remise de prix ou autres : de 1936 à 1977, des foires internationales (autour du thème des fleurs) s'y sont déroulées. Une aile du bâtiment héberge désormais l'institut international du droit humanitaire. Le parc est divisé en deux par la rue Aurelia : au nord se trouvent la villa, le jardin d'hiver, et une zone de style japonais (rappelant le jumelage de Sanremo avec Atami); au sud, au-delà de la fontaine avec des angelots en pierre (réalisée par Pietro Agosti), se trouvent des statues érigées en souvenir de deux des nombreux hôtes illustres de la ville. La première est dédiée au poète, historien, politicien et orateur mexicain Ignacio Manuel Altamirano qui mourut à Sanremo en 1893. La seconde est dédiée à Nicolas Ier, souverain du Monténégro.
- Villa King - Situé à quelques mètres de la villa Nobel, ce petit palais du XIXe siècle en style Art nouveau fut offert par un baron allemand à sa fille lors du mariage de celle-ci. Utilisé comme hôtel jusqu'à la fin des années 1930, il a été récemment[Quand ?] détruit en partie par un incendie, et est en cours de restauration. Le portail d'entrée est de très belle facture, entièrement en fer forgé. Ce portail fut réalisé par le forgeron local Baccicin Giordano, dont la famille, du XIXe siècle jusqu'au milieu des années 1950, réalisa dans sa boutique rue Canessa, des œuvres en fer forgé pour les grandes villes et jardins de la Riviera italienne et de la côte d'Azur.
- Villa del Sole - conçue par l'architecte Pio Soli et construite en 1898. Cette prestigieuse demeure appartint à un ministre de la maison royale de Savoie et fut fréquenté par la reine Hélène.
- Villa Bel Respiro
- Villa Fiorentina (Sanremo)

## Parcs et Jardins
- Parc Marsaglia - autour de l'auditorium se déploie un inestimable patrimoine de plantes.
- Jardin Regina Elena - ce jardin en terrasses se dispose au sommet des vieux quartiers du centre historique, démolis après le tremblement de terre de 1887. Beau panorama sur le golfe.
- Parc de Villa Zirio - la villa inspirée du néo-classicisme est entourée d'un parc conçu par Ludwig Winter, le célèbre botaniste initiateur du Jardin botanique Hanbury. C'est ici qu'on peut admirer le Ficus macrophylla, aux énormes racines aériennes et, le long su sentier, une sculpture en bronze (Maternità) de Franco Bargiggia.
- Parc de Villa Ormond - parc né autour de la prestigieuse demeure des Ormonds. Au milieu des petits lacs et des fontaines, entre les plantes méditerranéennes et exotiques, surgit un jardin japonais, comme hommage à Atami, la ville du Japon avec laquelle San Remo est jumelée.
- Parc de Villa del Sole - parc aménagé en réservant à l'usage public une grande partie. On y peut admirer beaucoup de plantes exotiques et méditerranéennes.

## Événements
- le Parcours fleuri, San Remo en fleurs en janvier.

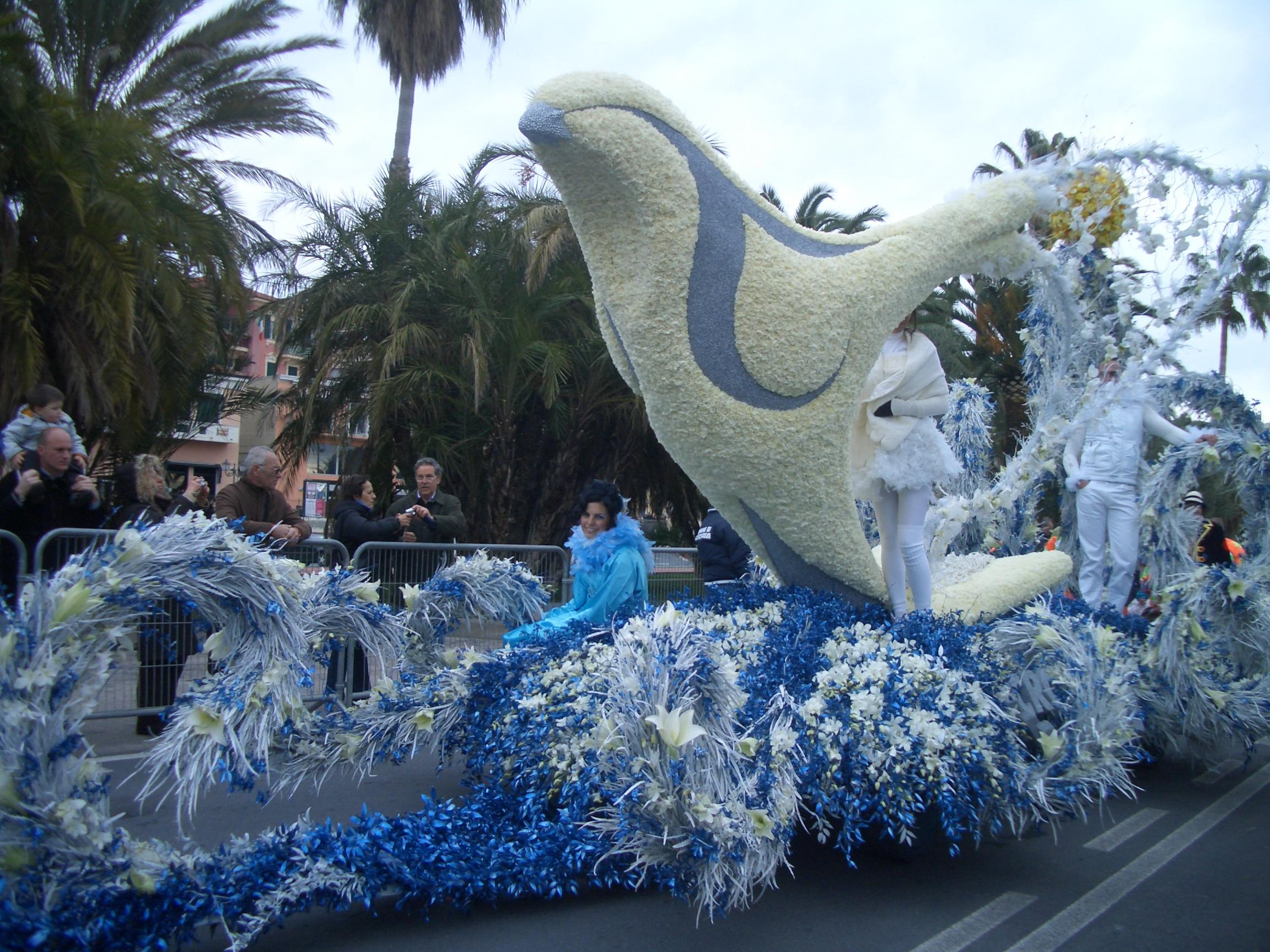
Le char fleuri Vola Colomba
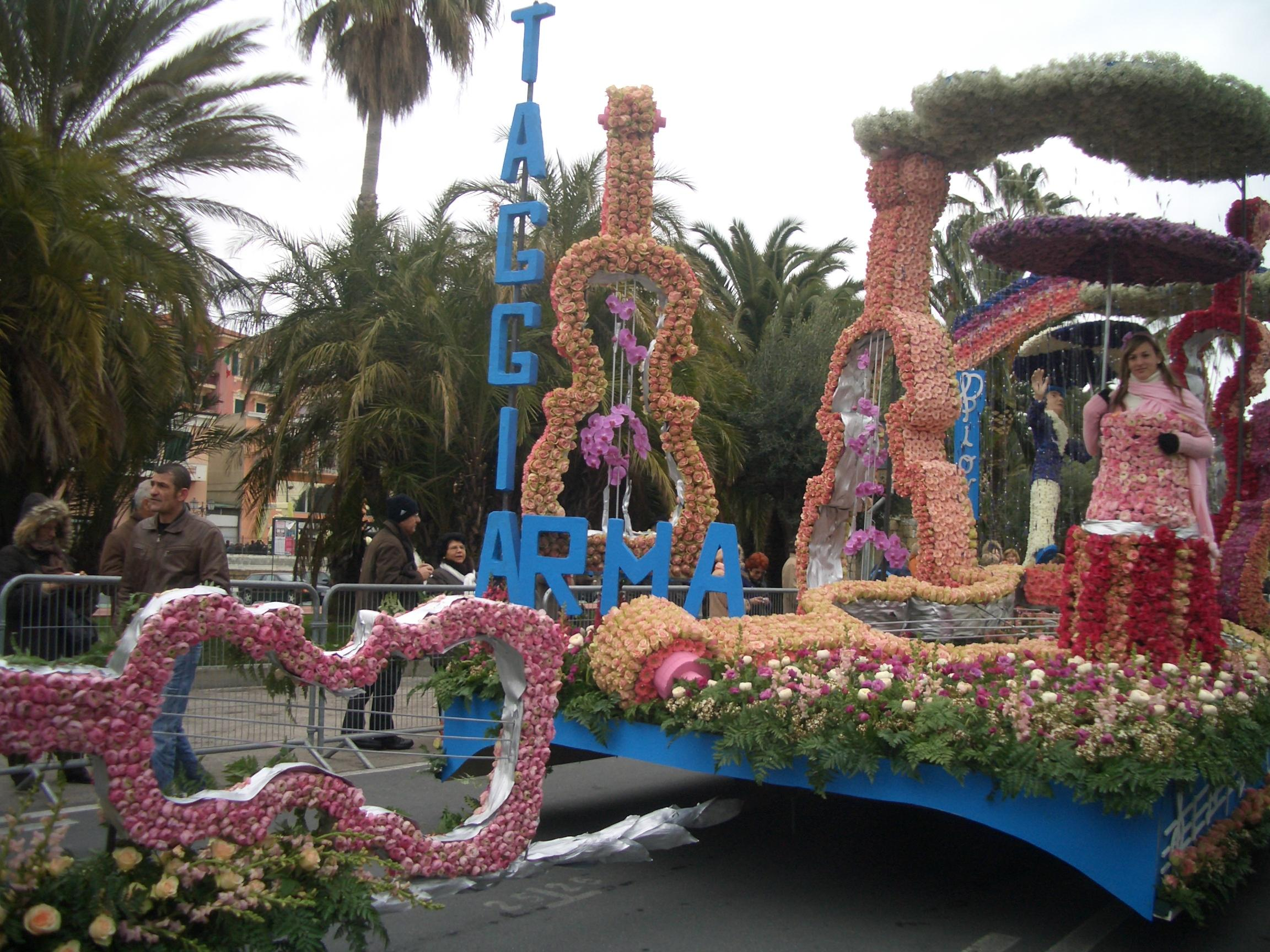
Le char fleuri Piove
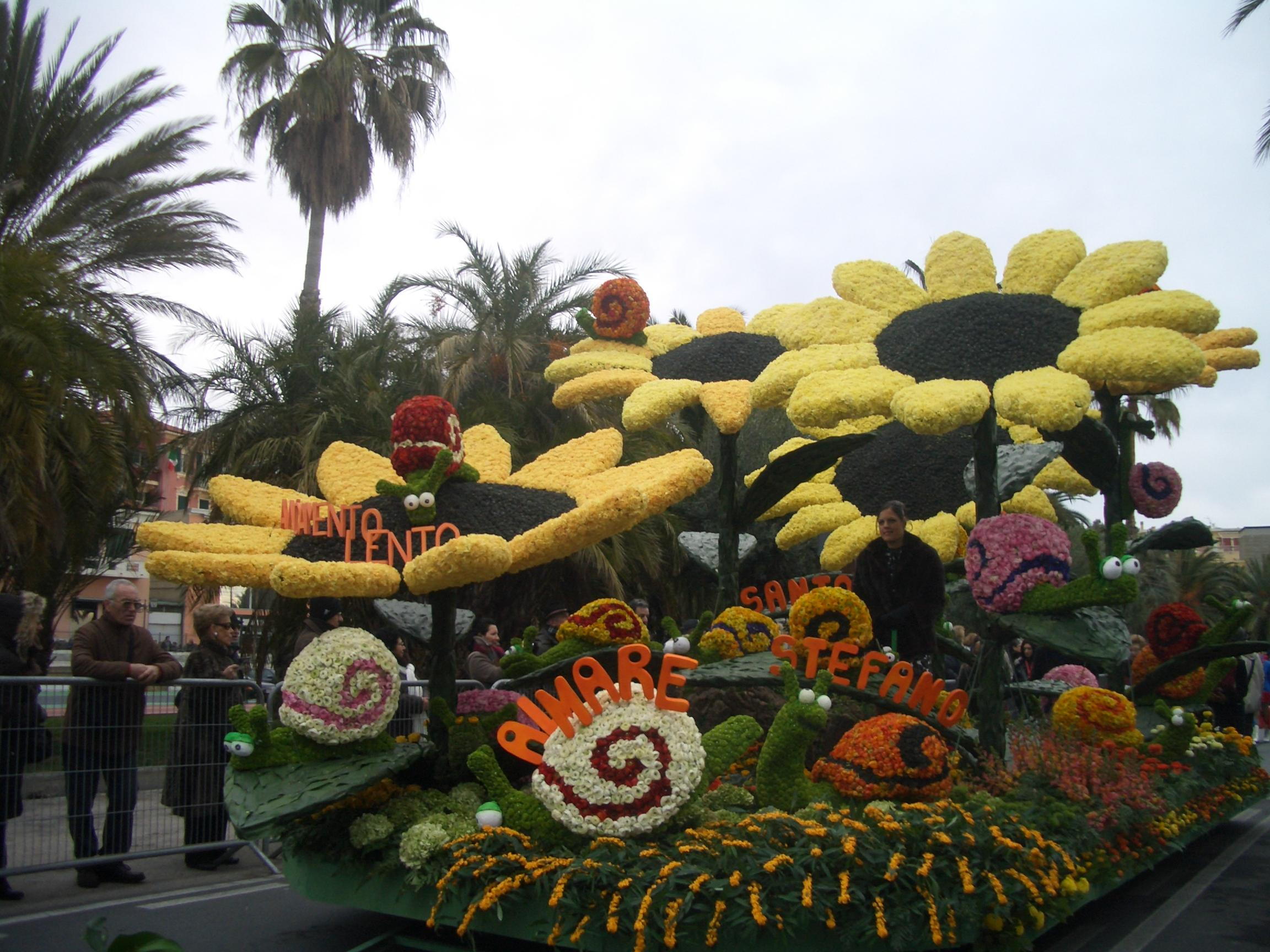
Le char fleuri Andamento lento
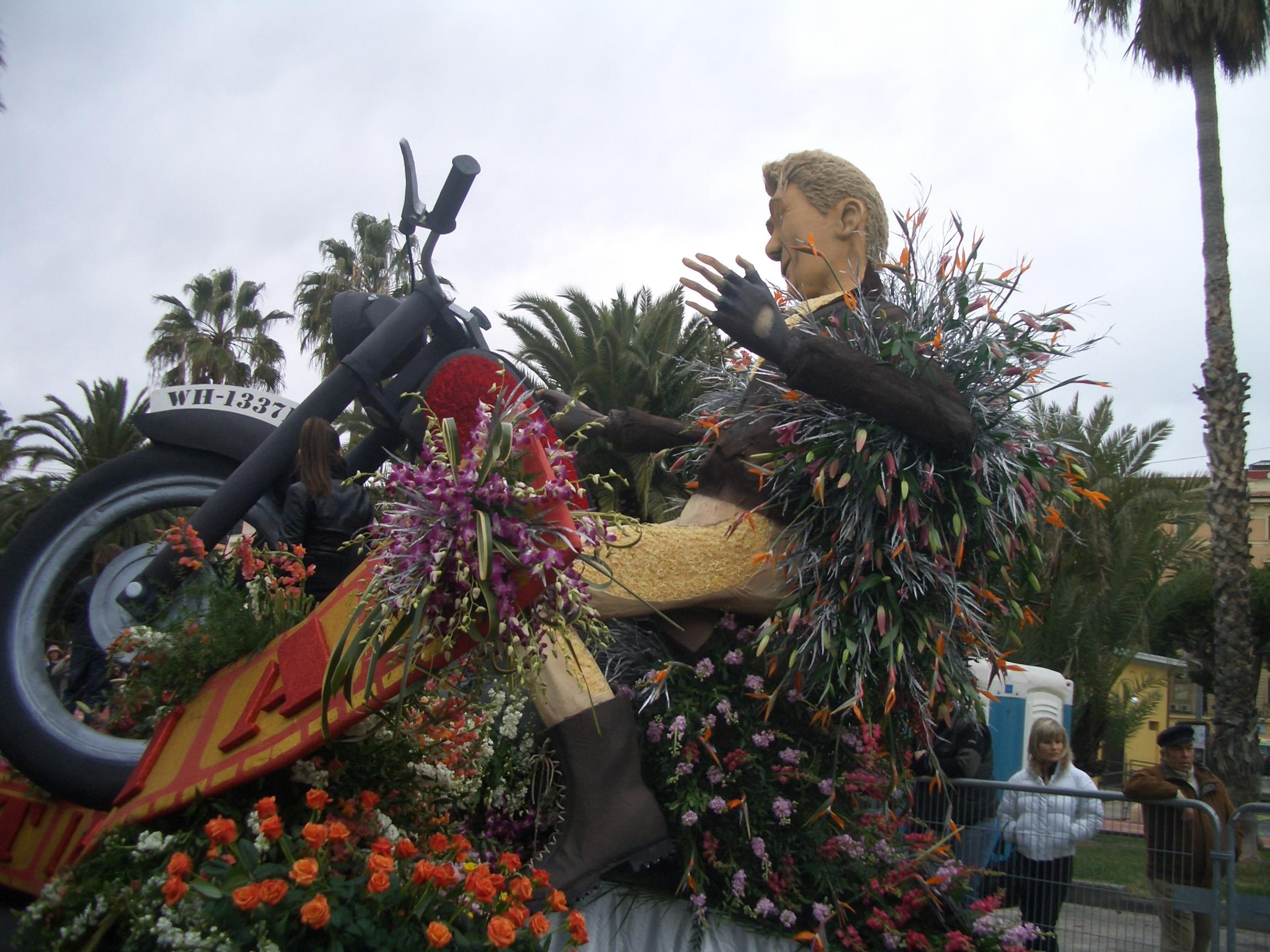
Le char fleuriVoglio una vita spericolata
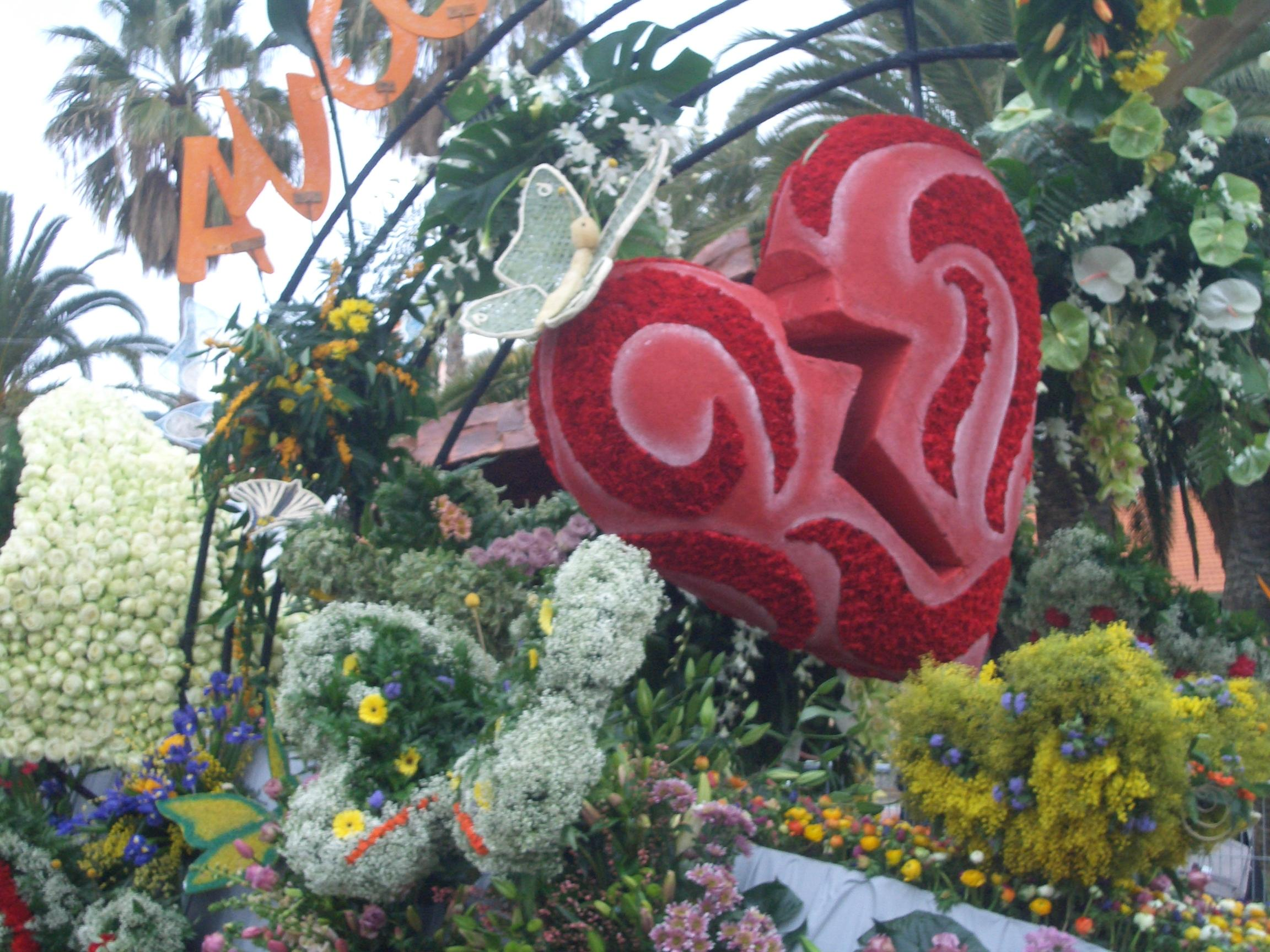
Le char fleuri Cuore matto
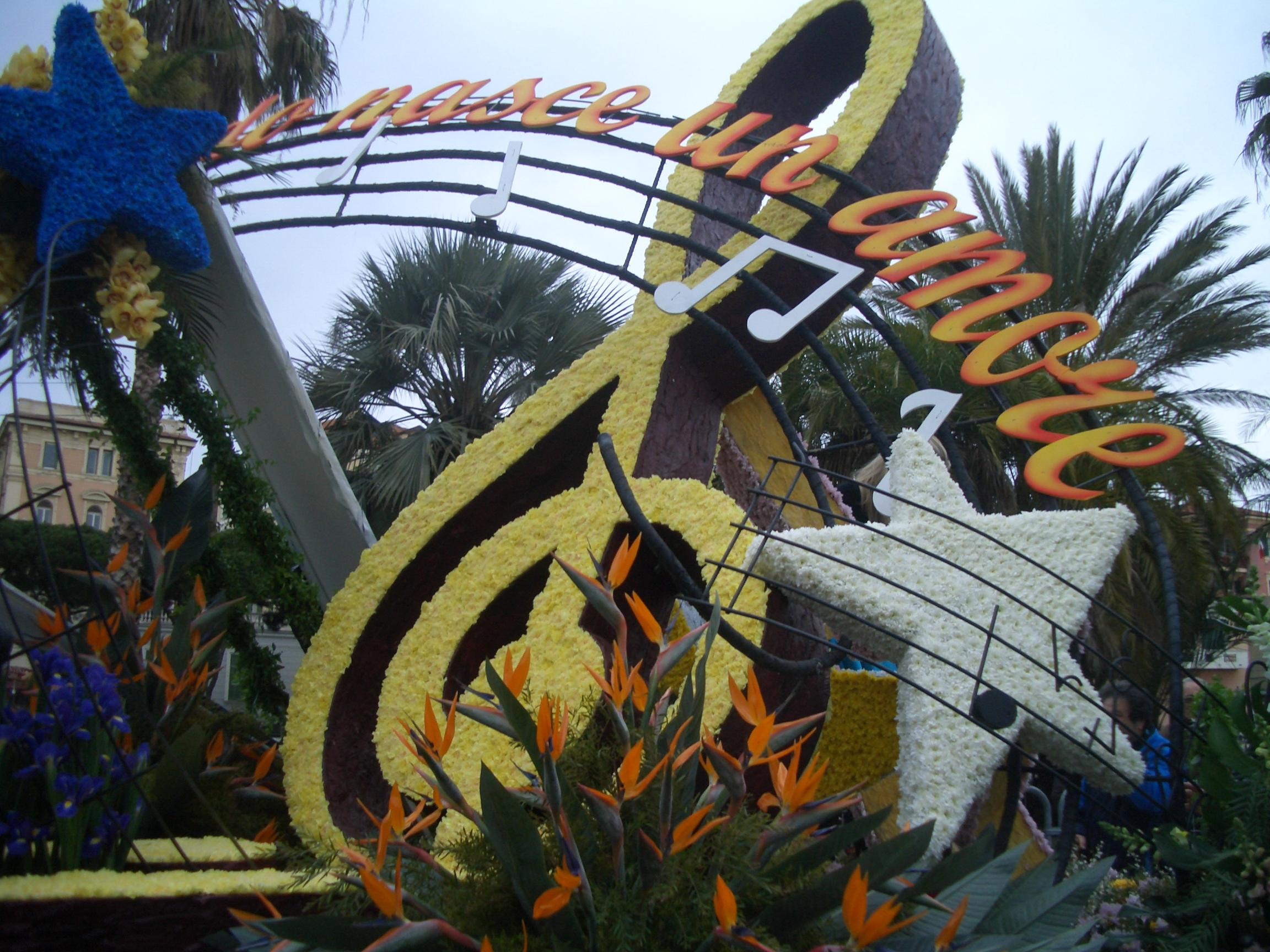
Le char fleuri Quando nasce un amore
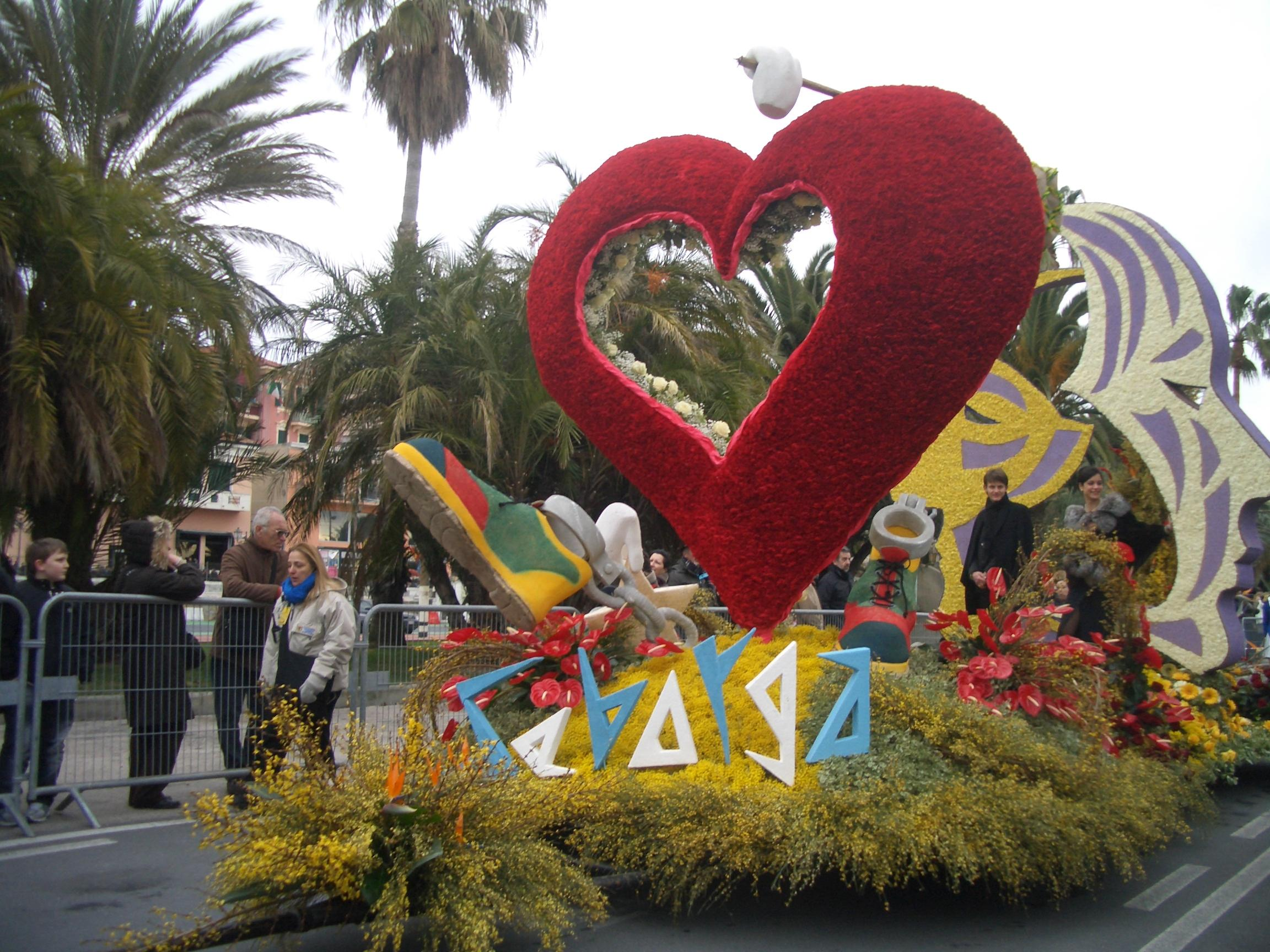
Le char fleuri de Seborga
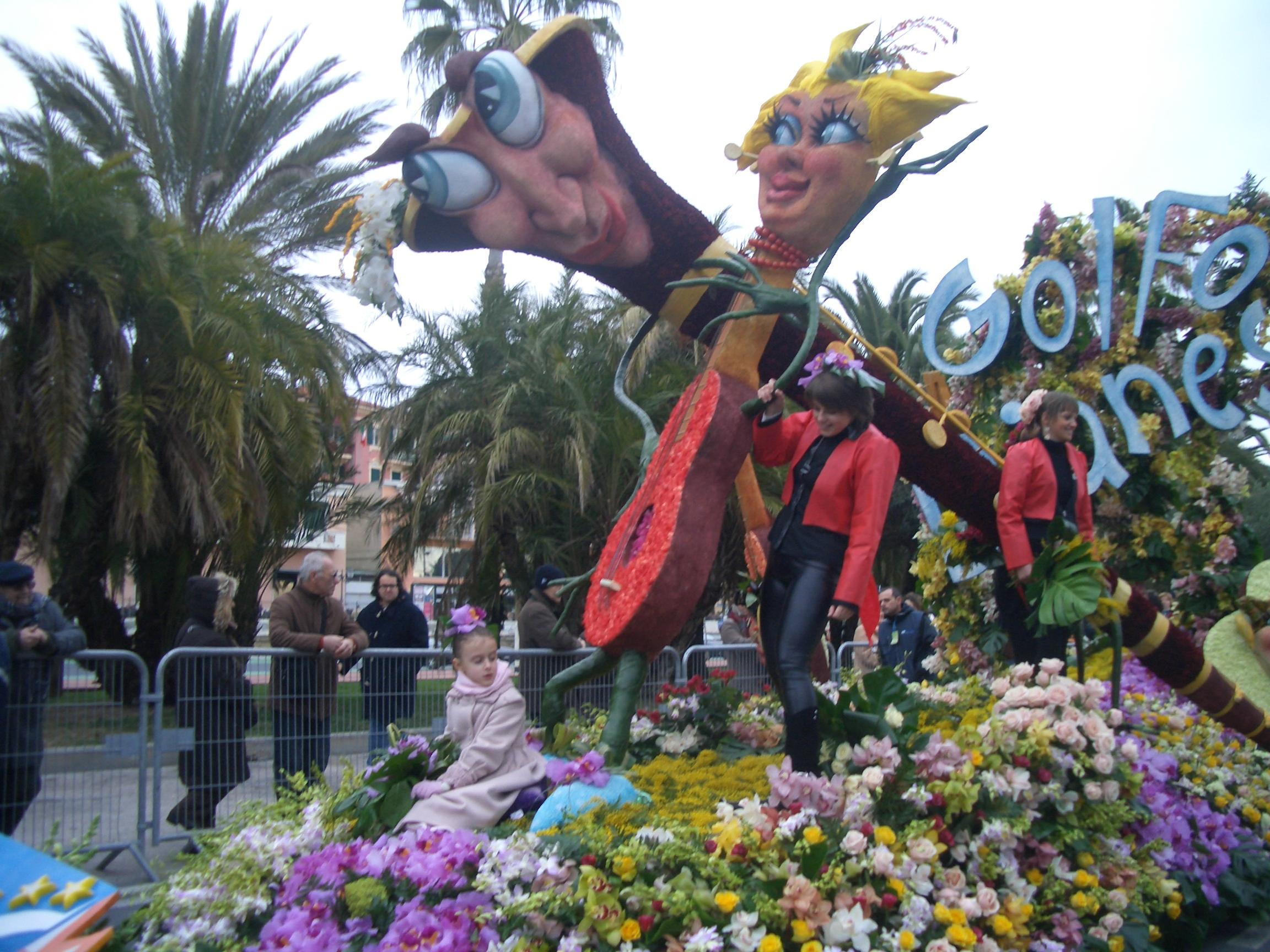
Le char fleuri du golfo dianese

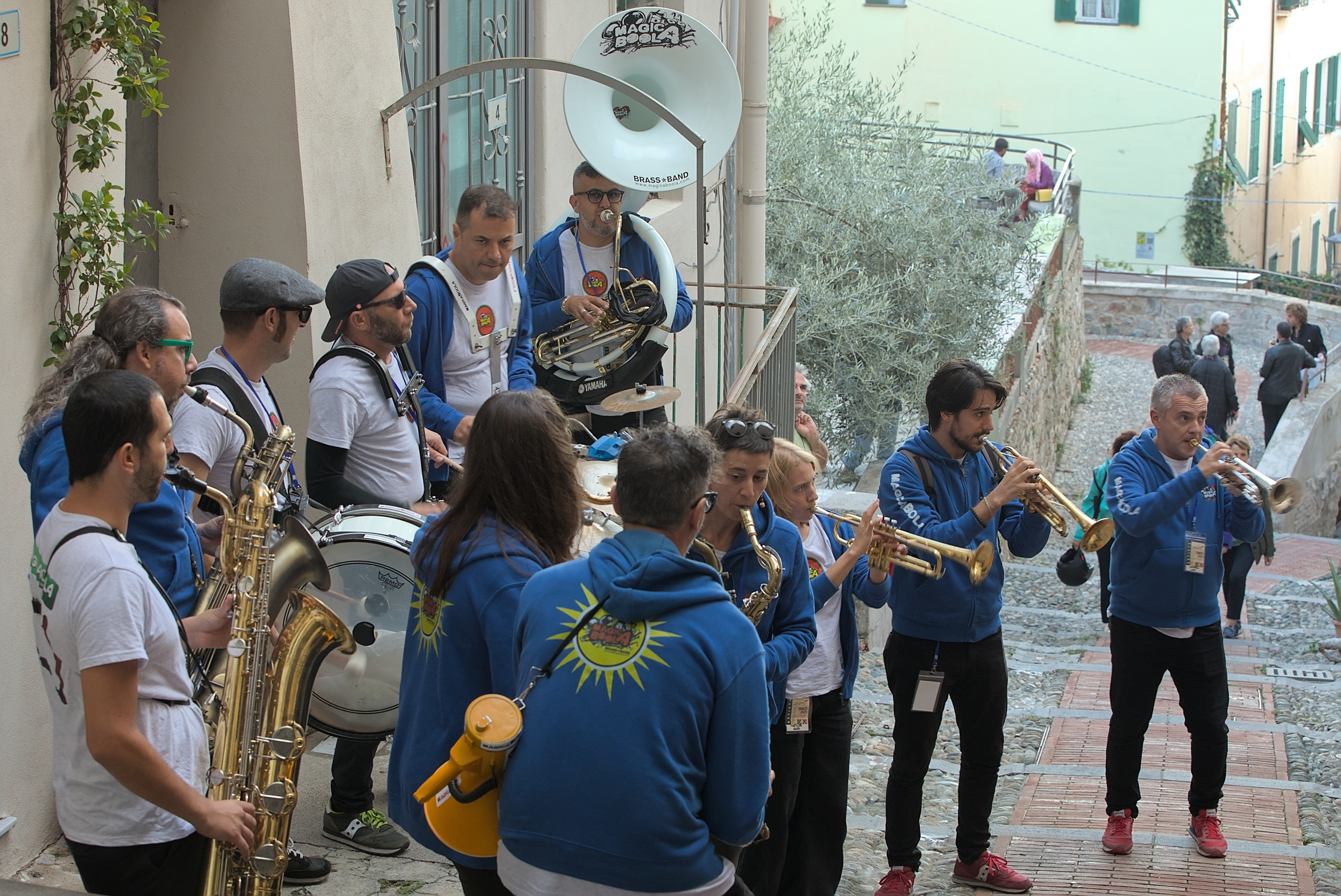
Concert de rue du groupe Magicaboola Brass Band en octobre 2023.

- le festival de la chanson italienne en février ou mars
- le rallye historique de Sanremo - « Coupe des Fleurs » - en avril
- la classique Milan-Sanremo en mars
- le championnat de la PGA italienne de Golf en avril
- le trophée international de minigolf en mai
- la coupe du monde de Triathlon en mai
- la fête européenne de la musique en juin
- le trophée Topolino de golf en juin
- la « nuit blanche » en septembre
- le rallye de Sanremo, épreuve inscrite pour l'International Rally Challenge en septembre
- le festival international des « groupes musicaux » en octobre
- le rassemblement de la chanson d'auteur Premio Tenco en novembre
- le grand prix des nations de tir sportif de novembre à décembre
- le « marathon de la mer » en décembre

## Personnalités
- Pietro Agosti - ingénieur

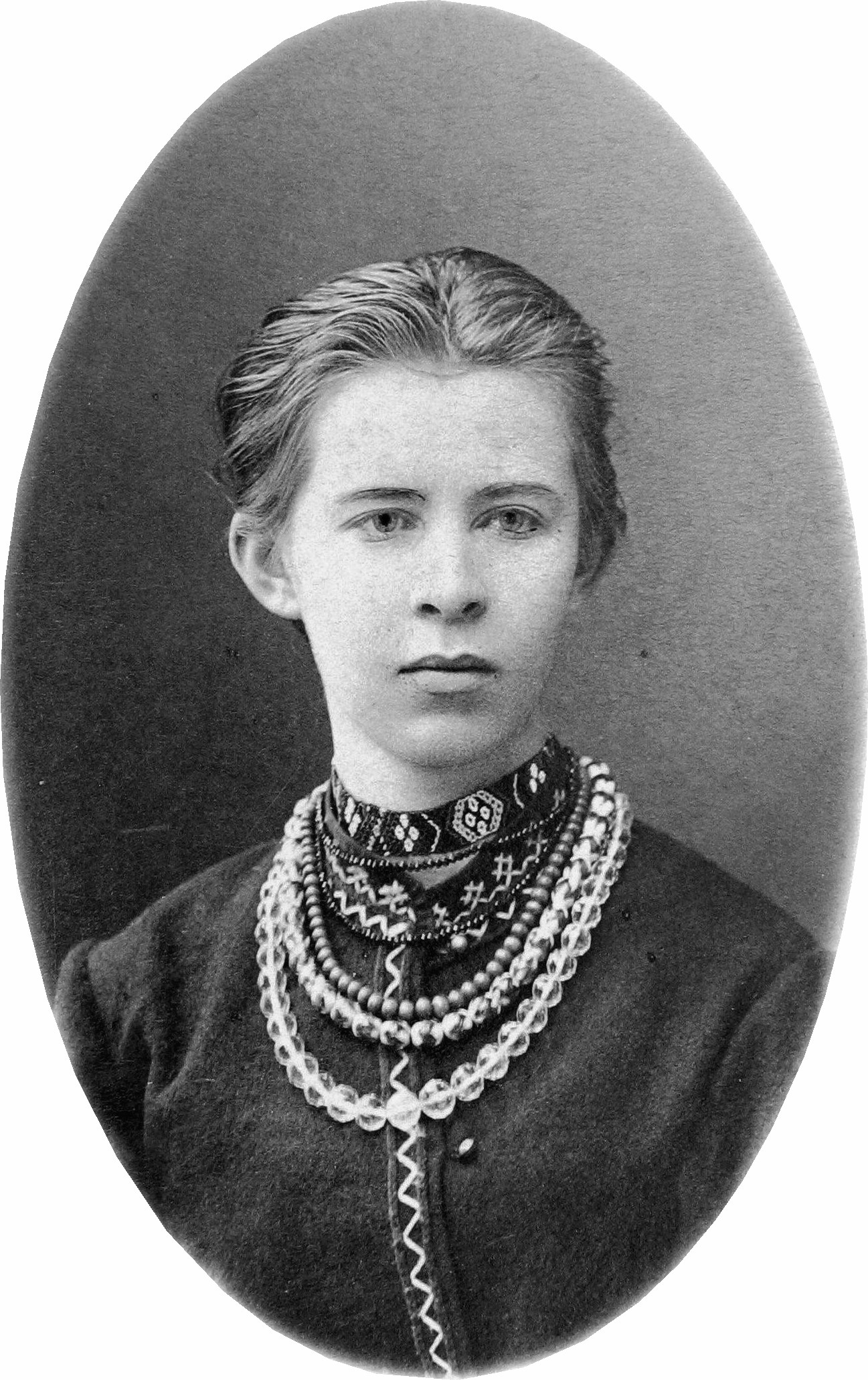
Lessya Oukraïnka

- Maria Aleksandrovna - tsarine de Russie
- Jean-Dominique Cassini - astronome et cartographe
- Marco Guglielmi - doubleur
- Ferdinando Bosso journaliste et homme politique socialiste dans l'entre-deux-guerres
- Angelo Iachino - armateur
- Alfred Nobel - scientifique
- Fabio Fognini - joueur de tennis
- Louis Orione - Bienfaiteur, créateur des centres Don Orione dévoués aux pauvres et aux malades
- Fausto Papetti - musicien
- Giuseppe Ferdinando Piana (1864-1956), peintre
- Giovanni Gerolamo Saccheri - jésuite et mathématicien
- Luigi Tenco - chanteur
- Carlo Dapporto - acteur
- Edward Lear - poète, écrivain
- Ignacio Manuel Altamirano - journaliste, professeur, politique et écrivain mexicain
- Dorando Pietri - marathonien
- Angelo Pesante - capitaine dans la marine
- Mehmed VI- dernier sultan de l'empire ottoman
- Benedetto Bresca - capitaine de marine
- Luigi Arnaldo Vassallo  (dit Gandolin) - journaliste
- Mario Bava - metteur en scène
- Lessya Oukraïnka (1871-1913), poétesse ukrainienne, « interprète passionnée de l'esprit national ukrainien », qui a vécu de 1901 à 1903 dans la villa Adriana.
- Mario et Eva Calvino, agronomes, parents d'Italo Calvino y ont vécu de 1925 à 1951 dans la Villa Meridiana qui abritait la direction de la Station d'expériences en floriculture[11].
- Italo Calvino, né à Cuba, a vécu longtemps à Sanremo.
- Ont également séjourné à Sanremo (au palais Borea d'Olmo) : Le roi d'Italie Charles-Emmanuel III de Sardaigne (1746), la reine Élisabeth d'Espagne (1754), le pape Pie VII (1814) (lors de son voyage de retour à Rome, après la chute de Napoléon qui le gardait prisonnier à Fontainebleau), ainsi que le prince Philippe d'Édimbourg (1948).

## Administration
| Période                                  | Période  | Identité            | Étiquette               | Qualité     |
| ---------------------------------------- | -------- | ------------------- | ----------------------- | ----------- |
| 1984                                     | 1993     | Leone Pippione      | Démocratie chrétienne   | Maire       |
| 1993                                     | 1995     | Davide Oddo         | Ligue du Nord           | Maire       |
| 1995                                     | 1995     | Giuseppe Piccolo    |                         | Commissaire |
| 1995                                     | 2003     | Giovenale Bottini   | Centre droit            | Maire       |
| 2003                                     | 2004     | Elio Maria Landolfi |                         | Commissaire |
| 2004                                     | 2008     | Claudio Borea       | L'Union                 | Maire       |
| 2008                                     | 2009     | Umberto Calandrella |                         | Commissaire |
| 2009                                     | 2014     | Maurizio Zoccarato  | Le Peuple de la liberté | Maire       |
| 2014                                     | En cours | Alberto Biancheri   | Centre                  | Maire       |
| Les données manquantes sont à compléter. |          |                     |                         |             |

### Hameaux
- San Romolo
- Poggio
- Bussana
- Bussana Vecchia
- Coldirodi
- Verezzo
- San Bartolomeo
- Gozo Superiore
- Gozo Inferiore
- Verezzo San Donato
- Verezzo Sant'Antonio
- San Giacomo
- San Giovanni
- Borello
- Bevino
- San Lorenzo
- isola superiore

### Communes limitrophes
Apricale, Bajardo, Ceriana, Ospedaletti, Perinaldo, Seborga, Taggia

### Évolution démographique
Habitants recensés

## Enseignement
- Institut technique public commercial et pour les géomètres « Cristoforo Colombo »[12]
- Institut professionnel public pour l'agriculture et l'environnement Domenico Aicardi[13]
- Institut public professionnel de l'industrie et des artisans Guglielmo Marconi[14]
- Lycée classique public avec option scientifique Gian Domenico Cassini[15]
- Lycée « des sciences humaines » Carlo Amoretti

## Transports et voies de communication

### Routes etautoroutes
Sanremo est située le long de la route nationale Aurelia. On peut aussi arriver à Sanremo depuis le péage tout proche de l'autoroute A10.

### Lignes ferroviaires
Sanremo est dotée d'une station sur la ligne ferroviaire Vintimille-Gênes et est située dans le secteur local Vintimille-Savone.

### Transport en commun
Sanremo possède un réseau de trolleybus et un réseau de bus.

## Jumelages
- Atami (Japon) depuis 1976
- Elseneur (Danemark)
- Karlskoga (Suède)

## Sport
Chaque année, Sanremo constitue l'arrivée de la course cycliste Milan-Sanremo, via Roma.
Le 6 juin 2001, la 17e étape du tour d'Italie, la boucle (départ et arrivée à Sanremo) du circuit des fleurs a eu lieu. Elle fut remportée par Pietro Caucchioli.
Le Rallye Sanremo (ou rallye de Sanremo) est un rallye automobile, créé en 1970, qui se déroule autour de la ville. Il comptait auparavant pour le championnat du monde des rallyes.
Sanremo héberge également les associations sportives suivantes :
- Unione Sanremo, ancienne US Sanremese Calcio, aussi appelée Sanremese (joue en série C2) ;
- Polisportiva Matuziana Sanremo, équipe de football[16] ;
- A.S. Foce, club d'athlétisme ;
- une académie de tennis dirigée par Bob Brett, entraîneur mondialement reconnu[17].

### Articles liés
- Festival de Sanremo
- Liste des villes italiennes de plus de 25 000 habitants
- Liste des grandes villes d'Italie classées par leur nombre d’habitants
- Gare de San Remo (gare désaffectée, remplacée par la gare de Sanremo en 2001)
- Bussana Vecchia